# گودزیلا و کونگ: ابرنواختر
گودزیلا و کونگ: ابَرنواختر (به انگلیسی: Godzilla x Kong: Supernova) یک فیلم هیولایی آمریکایی آماده اکران در سال ۲۰۲۷ به کارگردانی گرانت اسپوتور و نویسندگی دیوید کالاهام است. این فیلم که توسط کمپانی لجندری پیکچرز تولید می‌شود. این فیلم به عنوان سی‌و‌نهمین فیلم از مجموعه فیلم‌های گودزیلا و چهاردهمین فیلم از مجموعه فیلم‌های کینگ‌کنگ و دنباله‌ای بر فیلم گودزیلا و کونگ: امپراتوری جدید (۲۰۲۴) محسوب می‌شود. در این فیلم کیتلین دیور، دن استیونز، جک اوکانل، دلروی لیندو و متیو موداین به ایفای نقش پرداخته‌اند.
پس از موفقیت فیلم گودزیلا و کونگ: امپراتوری جدید (۲۰۲۴) ادامه آن در ماه مه اعلام شد و کالاهام قرار بود فیلمنامه را بنویسد. اسپوتور برای کارگردانی در ماه بعد استخدام شد. فیلمبرداری اصلی در آوریل ۲۰۲۵ (فروردین ۱۴۰۴) در کوئینزلند استرالیا آغاز شد.
در حال حاضر این فیلم قرار است در تاریخ ۲۶ مارس  ۲۰۲۷ (۶ فرودین ۱۴۰۶) در ایالات متحده اکران شود.